# Alisotrichia chiquitica
Alisotrichia chiquitica är en nattsländeart som beskrevs av Lazar Botosaneanu 1977. Alisotrichia chiquitica ingår i släktet Alisotrichia och familjen smånattsländor. Inga underarter finns listade i Catalogue of Life.